# Siaya
Siaya ist eine Stadt im Siaya County in Kenia. Mit 22.586 Einwohnern (Stand: 2009) ist es der Verwaltungssitz des Countys. Die Provinzhauptstadt Kisumu befindet sich 74 Kilometer südöstlich der Stadt.

## Bevölkerung
Siaya ist in fünf Stadtteile unterteilt: Mjini, Siaya Central, Siaya East, Siaya North und Siaya West. Alle Stadtteile sind Teil des East Alego-Wahlkreises.
Die Bevölkerung besteht im Wesentlichen aus Luo, einer ethnischen Gruppierung.

## Klima

### Temperatur
Siaya befindet sich in der subtropischen Klimazone. In den Monaten Juni bis September können die Temperaturen auf unter 20 °C fallen. Die niedrigsten Temperaturen, die je gemessen wurden, lagen im August und September bei 12 °C. In den Monaten Oktober bis Mai steigen die Temperaturen auf über 35 °C. Zwischen Dezember und April können die Temperaturen knapp unter 40 °C liegen.

### Niederschlag
Die Regenzeit ist zwischen März und Mai mit einem maximalen monatlichen Niederschlag von etwa 200 mm. Eine kleinere Regenzeit findet im November und Dezember mit durchschnittlich 100 mm und maximal 140 mm statt. Auf diese Regenzeit folgt im Januar der trockenste Monat mit einem mittleren Niederschlag von 48 mm und maximal 79 mm.
|                       | Jan | Feb | Mär | Apr | Mai | Jun | Jul | Aug | Sep | Okt | Nov | Dez |   |      |
| Mittl. Tagesmax. (°C) | 29  | 29  | 28  | 28  | 27  | 27  | 27  | 27  | 28  | 29  | 29  | 29  | ⌀ | 28,1 |
| Mittl. Tagesmin. (°C) | 18  | 19  | 19  | 18  | 18  | 17  | 17  | 17  | 17  | 18  | 18  | 18  | ⌀ | 17,8 |
|                       |     |     |     |     |     |     |     |     |     |     |     |     |   |      |
| Niederschlag (mm)     | 48  | 81  | 140 | 191 | 155 | 84  | 58  | 76  | 64  | 56  | 86  | 102 | Σ | 1141 |

| 18 |

| 19 |

| 19 |

| 18 |

| 18 |

| 17 |

| 17 |

| 17 |

| 17 |

| 18 |

| 18 |

| 18 |

| 18 |

| 19 |

| 19 |

| 18 |

| 18 |

| 17 |

| 17 |

| 17 |

| 17 |

| 18 |

| 18 |

| 18 |

## Verkehr
Vier Kilometer nördlich der Stadt befindet sich eine Landebahn aus Lehm, auf der Kleinflugzeuge landen können. Aus Richtung Kisumu ist die Stadt über die Autobahn C30 verbunden, welcher auf diesen 50 Kilometern asphaltiert ist.

## Wirtschaft
Der Bezirk Siaya ist einer der ärmsten in Kenia, was auf eine niedrige landwirtschaftliche Produktivität und eine hohe Zahl an Arbeitslosen zurückzuführen ist.

## Gesundheit
Auch die gesundheitliche Versorgung ist schlecht. Die häufigsten Erkrankungen sind: Malaria, Dermatosen (wie AIDS oder Mykosen), Atemwegsinfektionen (wie Tuberkulose) und Mangelernährung.
- Die Säuglingssterblichkeit beträgt etwa 50 bis 200 pro 1000 Geburten
- Unterernährung: 2,5–5 % der Kinder unter 36 Monaten
- Malaria: 20 % der Kinder unter 48 Monaten[3]

## Politik
- Partei an der Macht: Orange Democratic Movement (ODM)
- Vertreter im Nationalparlament (MP) für die fünf Wahlkreise von Alego: Edwin Ochieng Yinda – Partei: ODM (seit 2008)

### Verwaltung

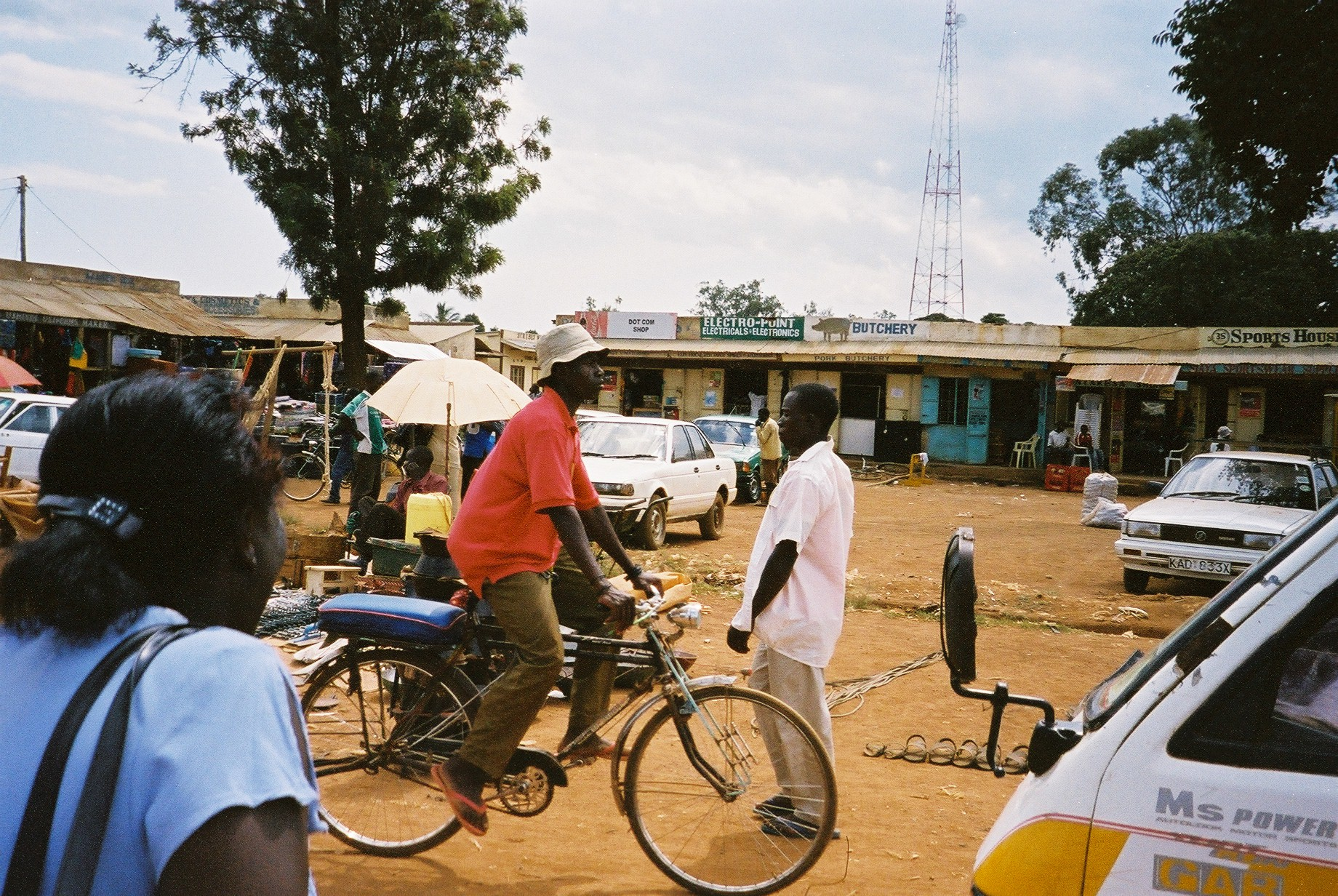
Das Zentrum von Siaya

Bürgermeister: Coun Oboo Otare – Partei: ODM (seit 2008)